# 基希哈斯拉赫
基希哈斯拉赫是德国巴伐利亚州的一个市镇。总面积32.04平方公里，总人口1303人，其中男性691人，女性612人（2011年12月31日），人口密度41人/平方公里。